# Mk 17型魚雷
Mk 17型魚雷是一種高速長距離魚雷，由位於紐波特的美國海軍魚雷站以及美國海軍研究實驗室於1940年研發。二戰期間，Mk 17型魚雷的研發工作在1941年終止，取而代之的是Mk 15型魚雷和Mk 13型魚雷。然而，約在1944年，關於日本93型「長矛」氧氣魚雷的詳細信息浮現，這使Mk 17型魚雷的研發計劃重啟。雖然在二戰結束前生產了450枚魚雷，但無一投入過實戰。Mk 17型魚雷因多種原因，如它在驅逐艦頂部重量問題、與Mk 16型魚雷相類似、以及魚雷在冷戰時代實用性下降等原因而在1950年被停止使用。